# Пармский троллейбус
Па́рмский тролле́йбус (итал. Rete filoviaria di Parma) ― троллейбусная система в городе Парме, Италия. Открытие системы было запланировано в 1937 году, но из-за начала Второй Мировой войны его пришлось отложить до 1953 года. По состоянию на 2022 год в городе действует 4 маршрута.

## Маршруты
Система троллейбуса в Парме состоит из четырёх маршрутов:
- № 1 Парк-Норд ― Парма-Миа (участок Страда-Фарнеце ― Парма-Миа троллейбусы проходят на автономном ходе)
- № 3 Сан-Лаззаро ― Крочетта
- № 4 Виа-Парижи ― Виа-Мордаччи
- № 5 Виа-Ораццио ― Виа-Чиавари

Участок Виа-Тренто ― Парк-Норд на маршруте № 1 является самым длинным участком в Европе, на котором троллейбусы используют автономный ход.
В праздничные дни троллейбусное движение останавливается полностью, при этом маршрут № 3 продлевается до Сан-Панкрацио и Сан-Просперо и используется в рабочих целях.

## История
В 1937 году администрацией города Пармы рассматривался проект преобразования городской трамвайной сети в троллейбусную, который должен был завершиться через два года, однако плану не суждено было сбыться из-за начала Второй Мировой войны. В 1952 году городской совет Пармы одобрил предложение о преобразовании трамвайного сообщения в троллейбус.
Пармский троллейбус был открыт 25 октября 1953 года и первоначально состоял из трёх маршрутов:
- № 1 Ж/д вокзал Пармы ― Кладбище Виллетта
- № 2 Сан-Леонардо ― Виа-Монтебелло
- № 3 Сан-Лаззаро ― Крочетта

В 1968 году маршрут № 1 был продолжен от кладбища до Орци-ди-Баганза. 3 мая 1970 года маршрут № 2 был закрыт и преобразован в автобусный; закрытие маршрута № 2 до сих пор остаётся единственным подобным событием в истории троллейбуса Пармы. В 1987 году маршрут № 1 был продлён от Орци-Ди-Баганза до Страда-Фарнезе. 13 декабря 1989 и 5 ноября 1998 года автобусные маршруты 4 и 5 были соответственно преобразованы в троллейбусные.

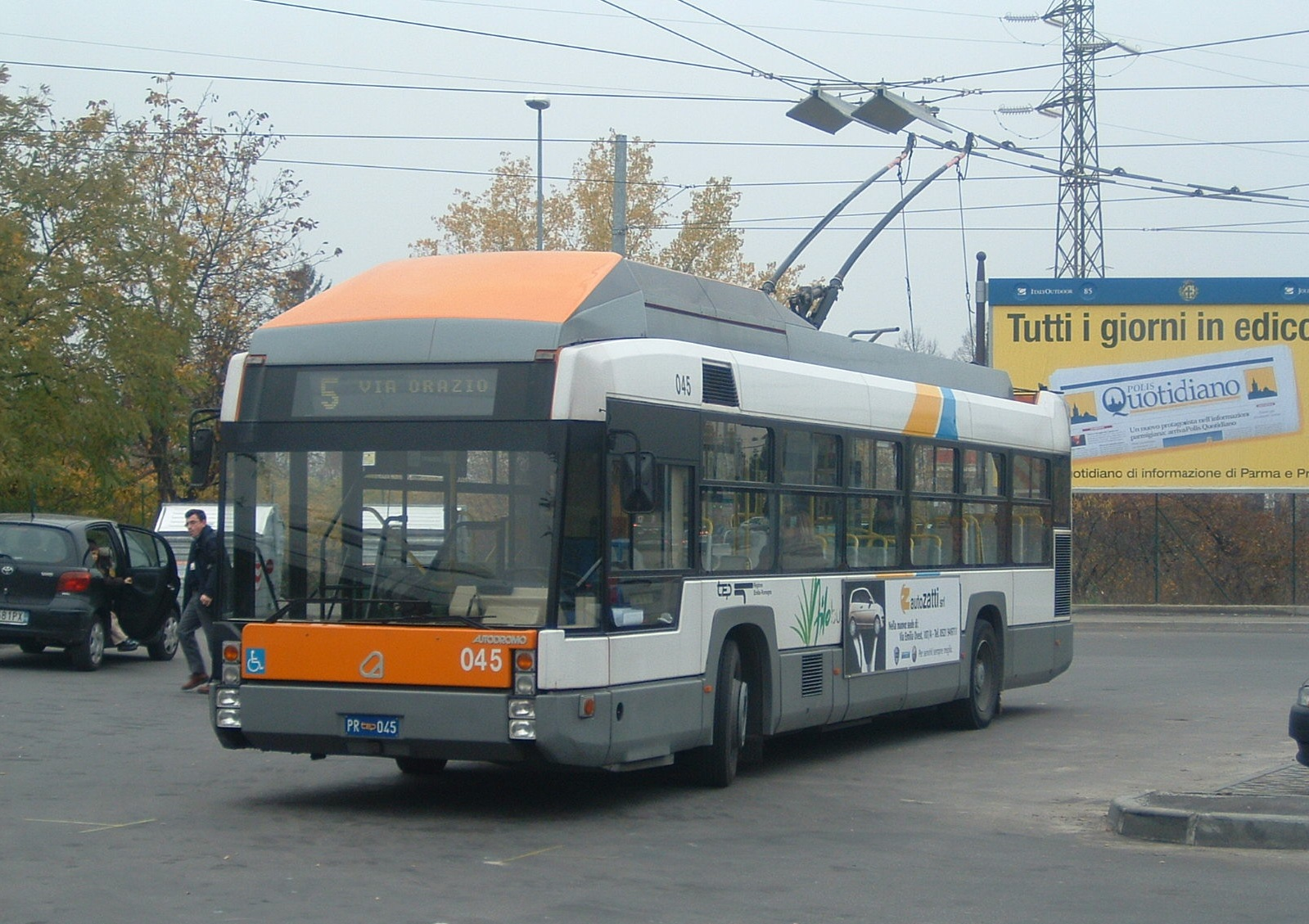
Троллейбус на шасси автобуса MAN в Парме, 2003 год

В ноябре 2009 года троллейбусное движение на маршруте № 1 было приостановлено из-за реконструкции Пьяцца Барбьери, после завершения реконструкции движение по площади осуществлялось только троллейбусами «Menarini» (ит.) по направлению в или из депо. В августе 2010 года оператор пармского троллейбуса «Tranvie Elettriche Parmensi» принял решение о прекращении использования троллейбусов без автономного хода ввиду закрытия ведущего в депо участка контактной сети во время реконструкции Пьяцца Корридони.

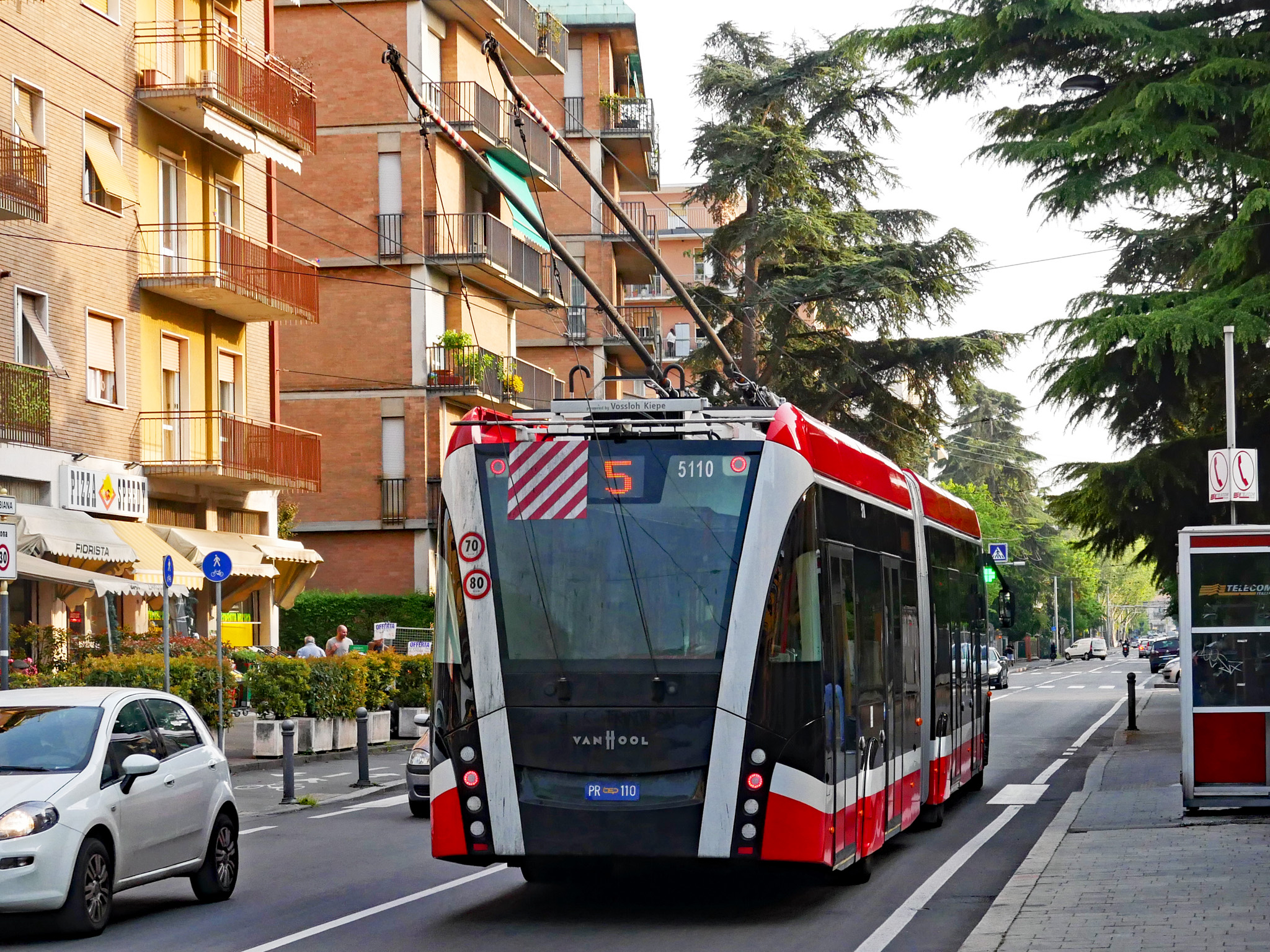
Van Hool ExquiCity 18 T в Парме, 2017 год

В 2012 году город решил обновить свой троллейбусный парк. 4 мая 2012 года был представлен бельгийский троллейбус особо высокой вместимости Van Hool ExquiCity (ит.). 22 апреля 2014 года на Пьяцца Гарибальди состоялась вторая презентация бельгийской модели, после чего администрация Пармы приняла решение о покупке троллейбусов от Van Hool.
23 декабря 2020 года на маршрут № 1 вышли три новых троллейбуса Solaris Trollino 12 «Full Electric». Пробный запуск данной модели состоялся несколькими днями ранее. Позже в город поступили и были введены в эксплуатацию ещё 7 троллейбусов Solaris Trollino. 6 июня 2021 года маршрут № 1 был продлён до Парк-Норд, на участке запланирована частичная электрификация, при этом неэлектрифицированная часть будет обслуживаться Solaris Trollino, обладающими функцией автономного хода.

## Подвижной состав

### Бывший подвижной состав
В разное время вплоть до 2020 года в Парме работали следующие троллейбусы:
- Fiat 2401 Cansa
- Fiat 2411 Cansa
- Menarini Monocar 201

### Нынешний подвижной состав
По состоянию на октябрь 2022 года в Парме эксплуатируются следующие троллейбусы:
- Fiat 2411 Cansa ― 1 единица используется в качестве музейного экспоната[9]
- Autodromo BusOtto 12 UL/MAN/ADTranz
- Solaris Trollino IV 12 Kiepe
- Van Hool ExquiCity 18 T

## Галерея

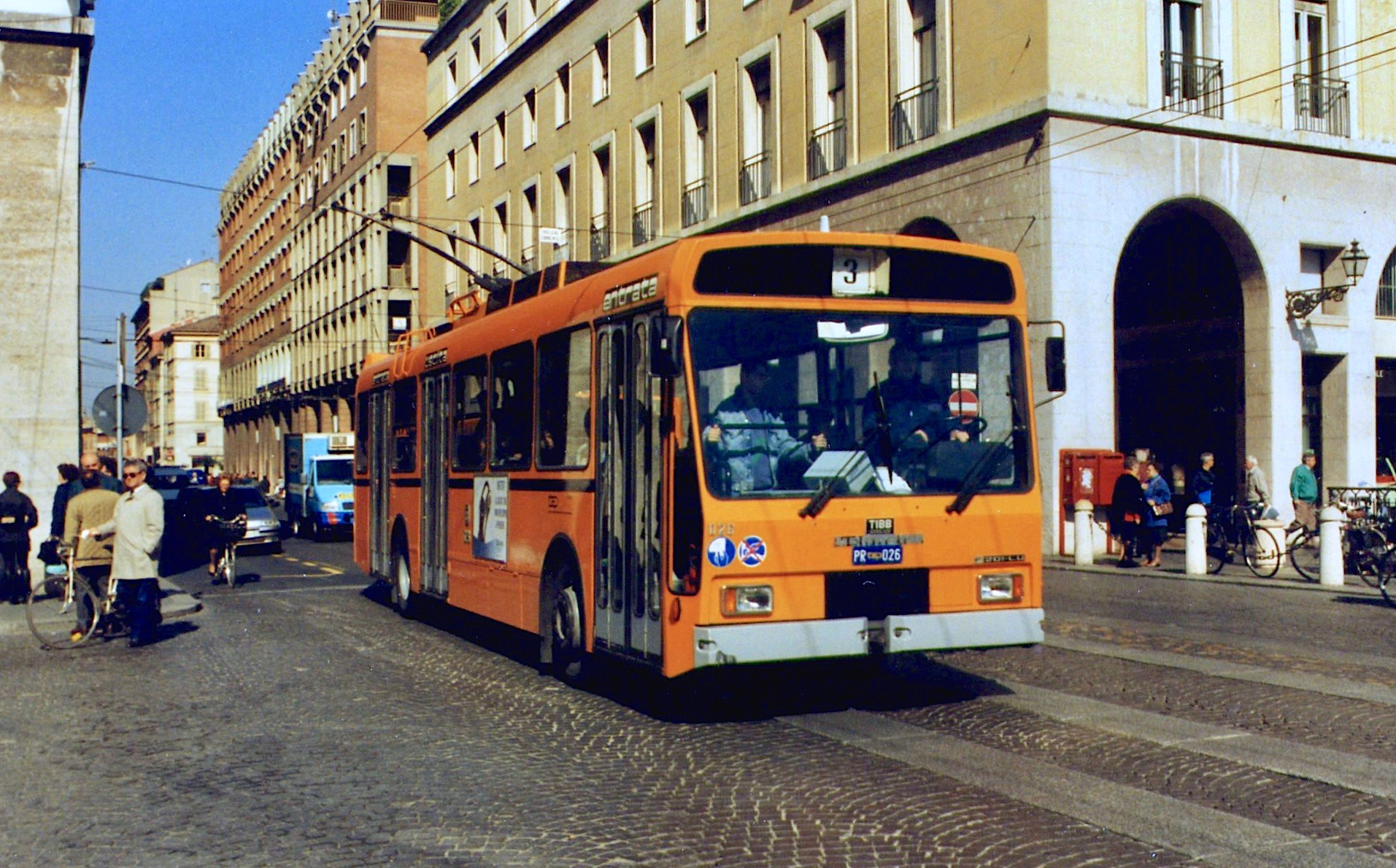
Троллейбус на Пьяцца-Гарибальди
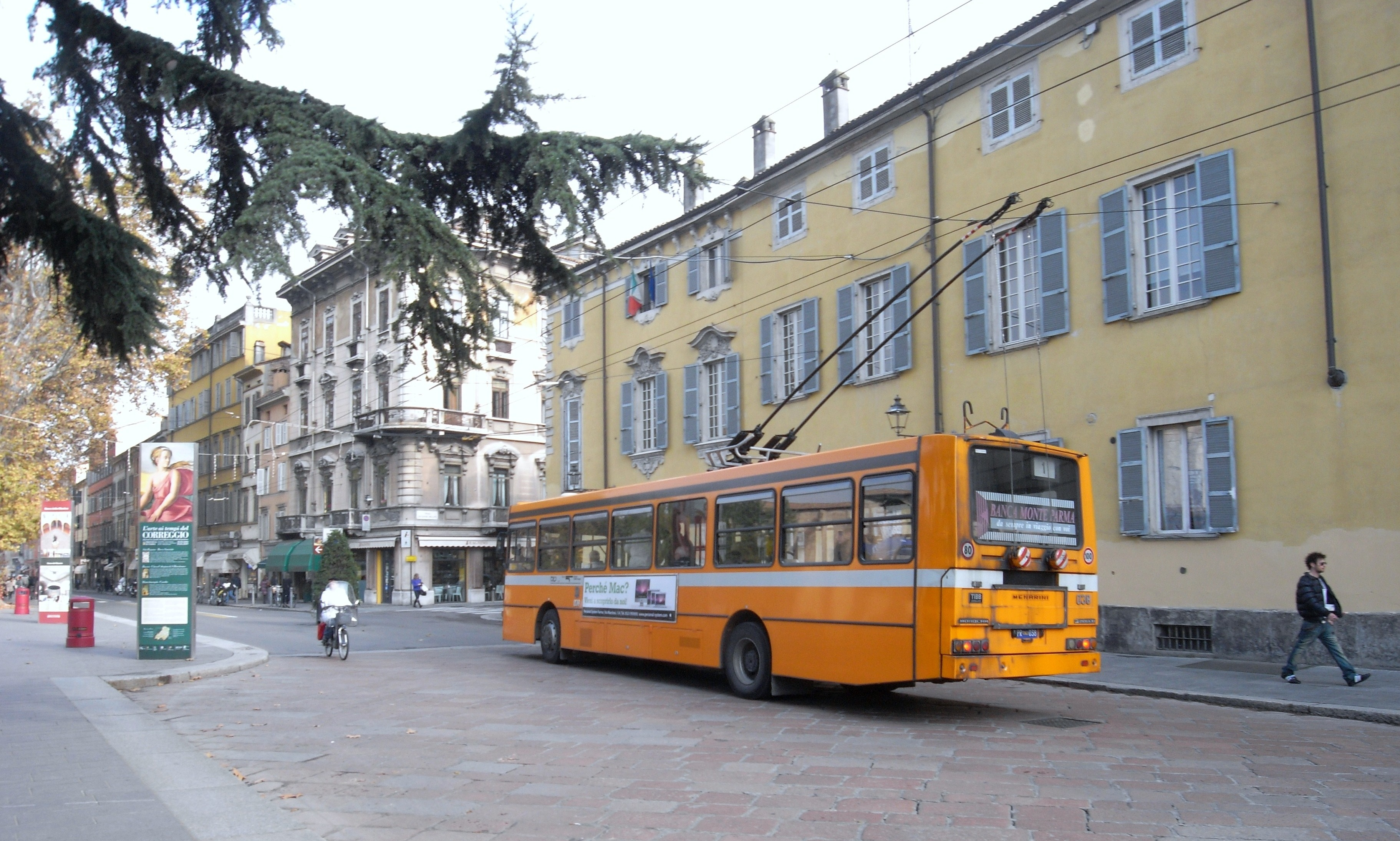
Троллейбус в Парме
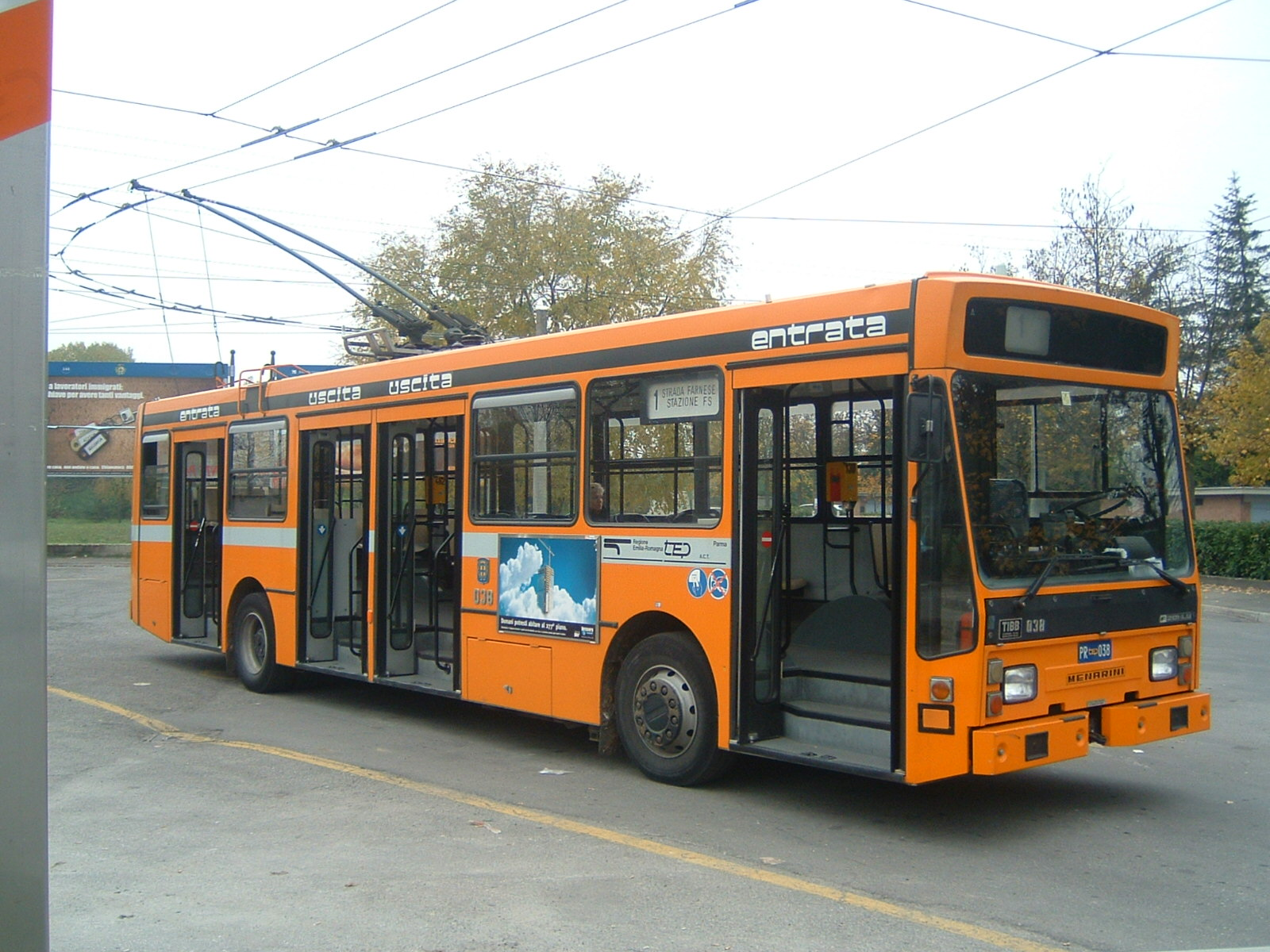
Троллейбус в Парме, 2003 год
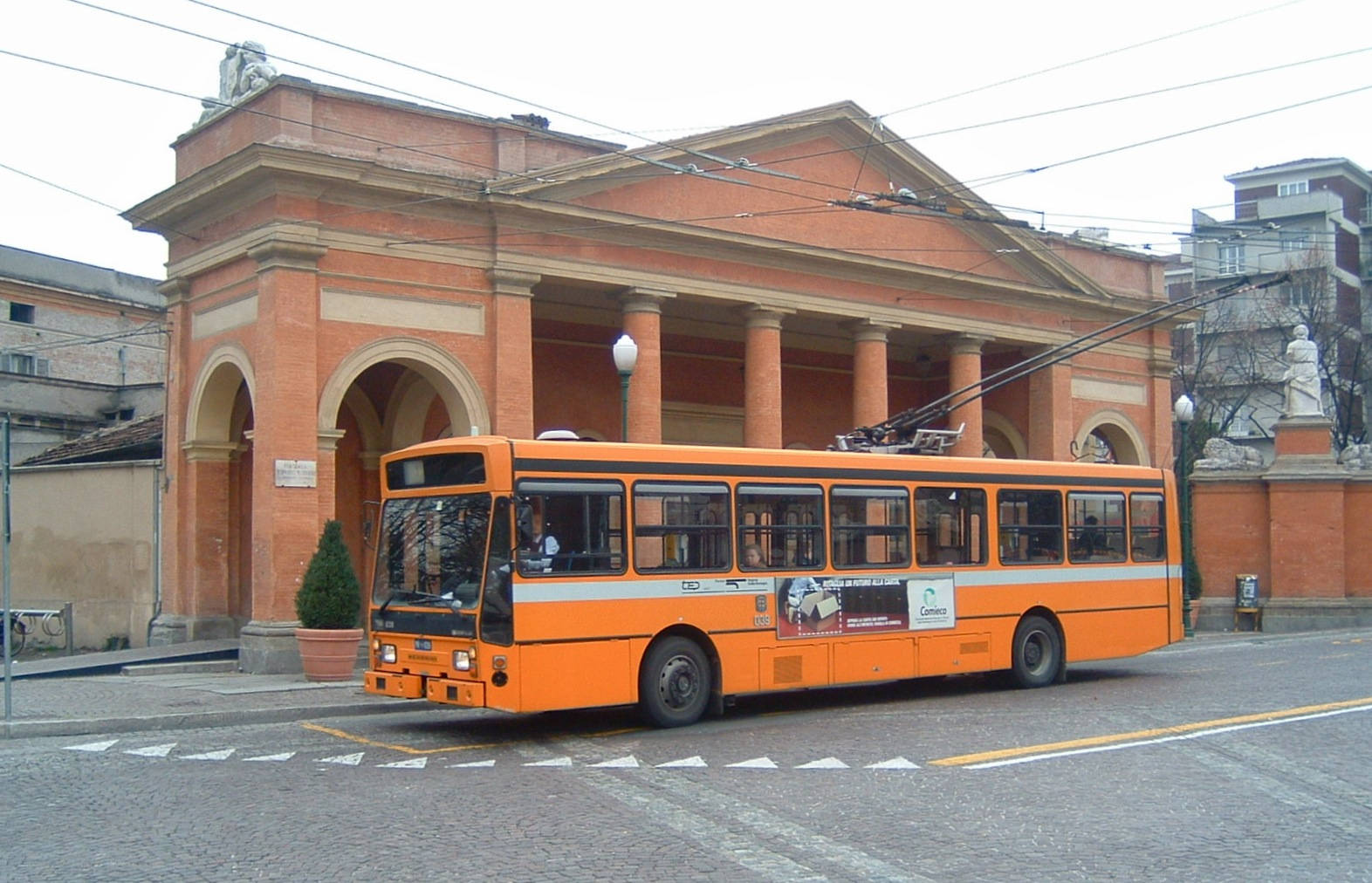
Троллейбус на Пьяцца-Барбьери
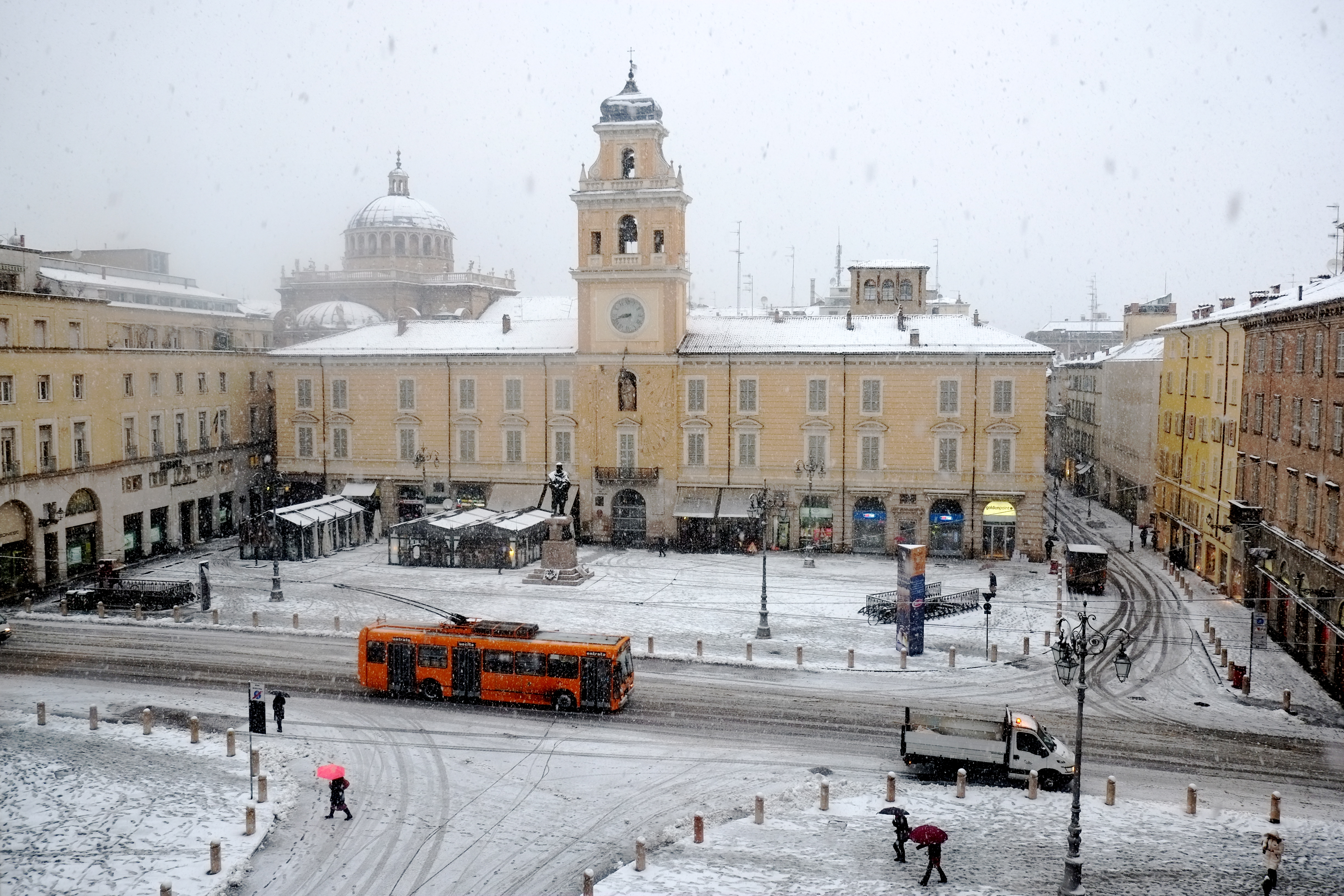
Троллейбус на Пьяцца-Гарибальди зимой
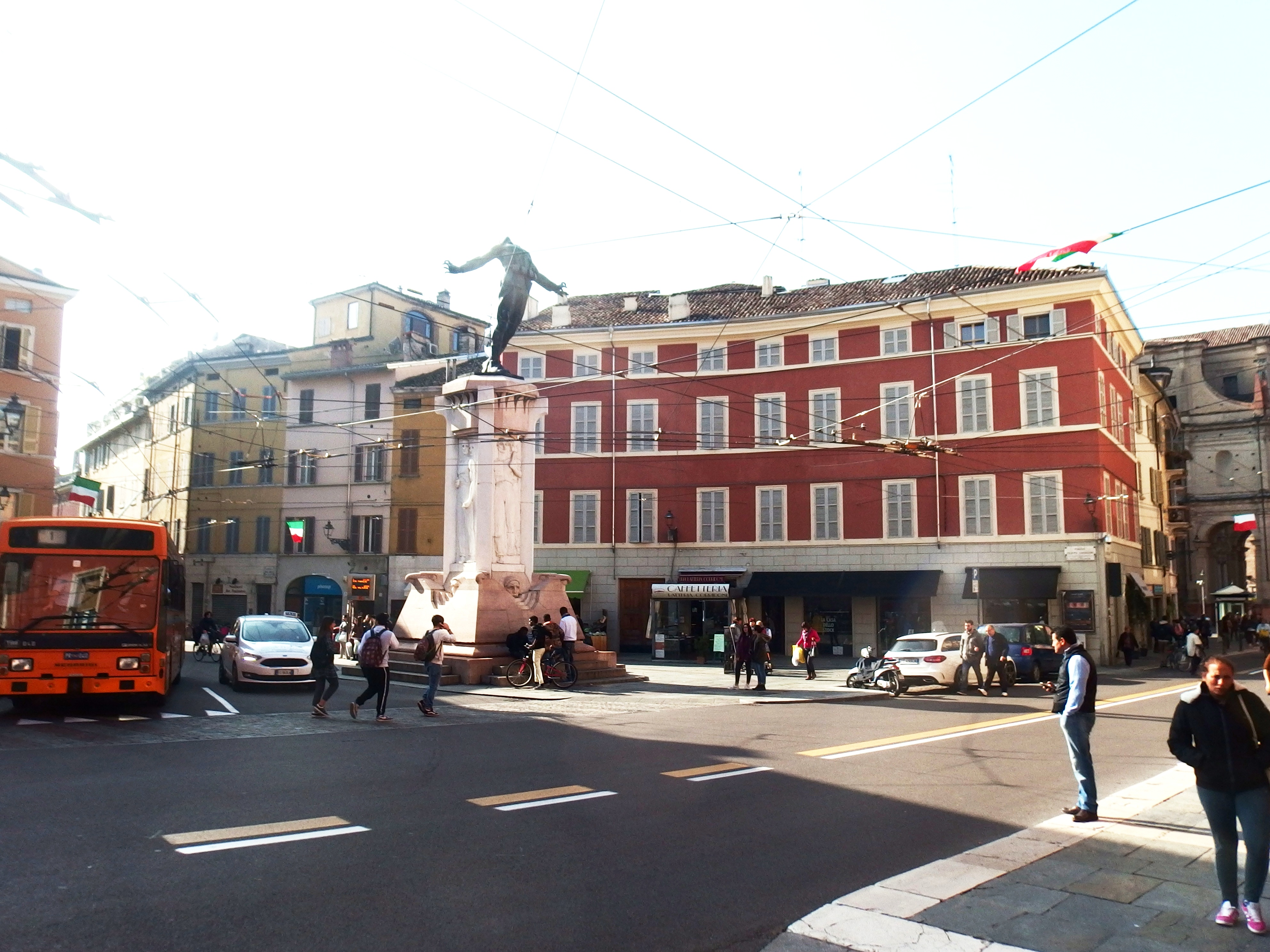
Троллейбус на Пьяцца-Филиппо-Корридони
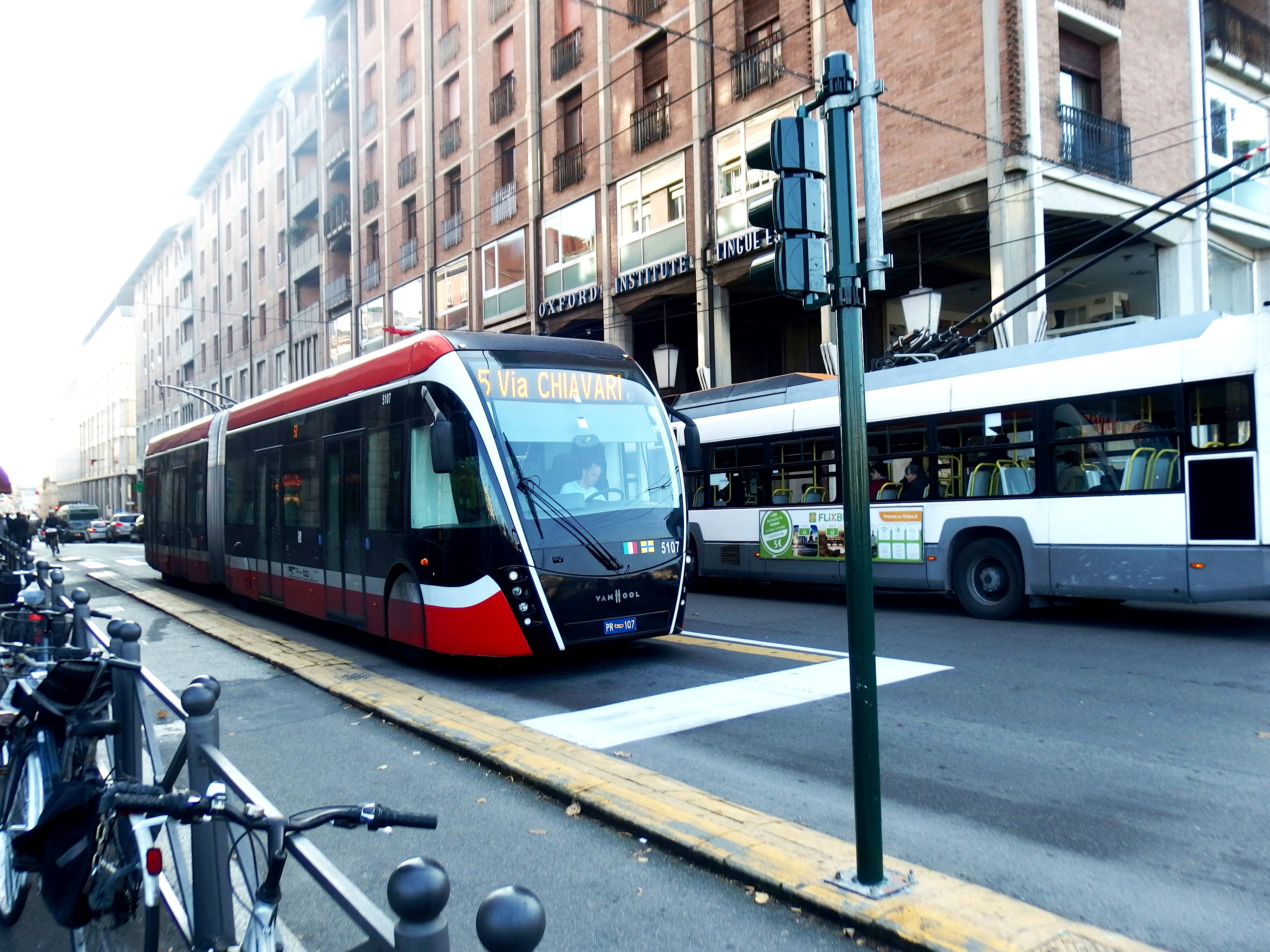
Троллейбус на улице Джузеппе Маззини